# Chevrolet Citation
Chevrolet Citation — малый семейный автомобиль, выпускаемый подразделением Chevrolet компании General Motors в период с 1980—1985 годах. Выходил в вариантах 2-дверного купе, 3-дверного и 5-дверного хетчбэка. Представлен впервые в апреле 1979 года как преемник Chevrolet Nova, уменьшенный в размерах и имевший всё те же функции. Созданный на платформе GM X, автомобиль Chevrolet Citation имел передний привод и производился наравне с похожими Buick Skylark, Oldsmobile Omega и Pontiac Phoenix.
Автомобиль оснащали четырёхцилиндровым мотором объёмом 2,5 литра (84—92 л. с.) или двигателем V6 2.8 (110—135 л. с.).
Выпуск прекратился после выхода в 1985 году моделей Chevrolet Beretta и Chevrolet Corsica. Всего произведено 1 642 587 автомобилей типа Citation.

## История
Наряду с его дебютом в качестве первого переднеприводного Chevrolet, Citation также ознаменовал уменьшение линейки компактных моделей Chevrolet (после уменьшения габаритов Caprice / Impala 1977 года и Malibu 1978 года). Несмотря на то, что внутреннее пространство было таким же, как у Malibu, и багажник, как у Impala, Citation стал меньше на 20 дюймов в длину (всего на дюйм длиннее, чем Vega), на 4 дюйма в ширину и на 800 фунтов веса по сравнению с Nova 1979 года.
В 1980 году было отозвано 225 000 экземпляров для ремонта трансмиссионного шланга, связанного с подкапотными пожарами. В апреле 1979 года Citation была выпущена как модель 1980 года в двух комплектациях. Наряду со стандартной отделкой была выпущена спортивная версия X-11. В 1980 году, благодаря улучшенной версии, Chevrolet продаст более 810 000 экземпляров Citation, в дополнение к одному из самых успешных запусков продукта в истории General Motors, Chevrolet Citation станет самым продаваемым автомобилем в Соединенных Штатах в 1980 году.
В 1981 году, в то время как Citation не претерпел видимых изменений, модельный ряд был сокращён, а выпуск двухдверного купе был прекращён из-за низких продаж.

В 1981 году у Chevrolet Citation появился самый прямой конкурент, поскольку Chrysler представил Dodge Aries / Plymouth Reliant (Chrysler K-Cars). K-Cars также выпускалась с передним приводом, но предлагала модели кузова седан и универсал, недоступные у Chevrolet. 